# Max Wachtel (Offizier)

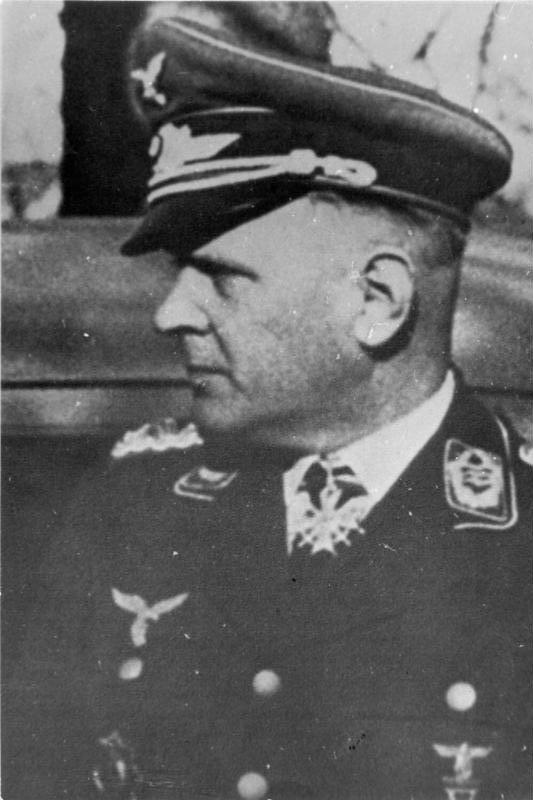
Oberst der Luftwaffe Max Wachtel mit Ritterkreuz des Kriegsverdienstkreuzes mit Schwertern, ca. Februar 1945.

Max-Karl Wachtel (* 6. Juni 1897 in Rostock; † 18. Juni 1982 in Hamburg) war ein deutscher Oberst der Luftwaffe der Wehrmacht und Flughafenmanager.

## Leben

### Militärische Laufbahn
Im Frankreichfeldzug war er als Major Kommandeur der I./Flak-Regiment 7 (Breslau). Im April 1941 kam er an die Flakausbildungsschule I (FAS I) (Rerik/Ostsee) und wurde hier Kommandeur einer Schulungsabteilung. Er wurde Sonderbeauftragter zur Bildung eines Lehr- und Versuchskommandos zur Erprobung von Siebelfähren, deren Fronteinsatz er später betreute. Im Oktober des Jahres erhielt er daher das sogenannte „Sonderkommando Wachtel“ in Vlissingen. 1942 leitete er das „Unternehmen Klabautermann“ bei Leningrad, wo er als Oberstleutnant zwei Flottillen Flakkampf-Siebelfähren führte und später das „Unternehmen Rumpelkammer“ betreute. Ab Juni 1942 wurde er dort Kommandeur eines Regiments und zeitgleich Führer der Trainingsgruppe Luftgau FAS I. Bis 1943 war er dadurch mit der Ausbildung von Flakkommandeuren befasst.
1943 wurde er nach Peenemünde kommandiert und erhielt den Auftrag zur Aufstellung eines Lehr- und Erprobungskommandos, welches seinen Namen trug und später im Jahr in ein Regiment überführt wurde. Im August 1943 übernahm er das Kommando über das in Brüsterort neu aufgestellte Flak-Regiment 155 (W), welches für den Einsatz der V-1 mit 16 Batterien vorgesehen war und der 5. Flak-Division (W) unterstellt wurde. In dieser Funktion übernahm er das Kommando über die „Operation Kirschkern“, welche einen kombinierten Angriff auf Großbritannien von Bombern und V-Raketen vorsah. Das Regiment kam, im Winter 43/44 auf 24 Batterien verstärkt, in Frankreich (Beauvais und Salense) und in der Eifel zum Einsatz.
Die eigentliche 5. Flak-Division (W) wurde Ende August 1944 an der Ostfront aufgerieben und am 1. November 1944 erneut aufgestellt. Die Division hatte mit der Neuaufstellung die Kontrolle über alle V-1- und V-2-Waffen übertragen bekommen. Am 31. Januar 1945 wurde Wachtel mit dem Ritterkreuz des Kriegsverdienstkreuzes mit Schwertern ausgezeichnet. Ab Februar 1945 wurde er Kommandeur der Division. Die Division ergab sich zu Kriegsende nahe Hamburg den Alliierten.
Decknamen und Aliasse, um die britische Spionage zu erschweren, waren u. a. Oberst Martin Wolf (dieser Name taucht dann anstelle seines Namens in der Offizierstellenbesetzung auf) und Oberstleutnant Michael Wagner. Zur weiteren Tarnung erhält der „Oberst Martin Wolf“ die Zuordnung zum Stab der Reserve-Flakabteilung 704 und übernimmt unter diesem Namen das Kommando über das Flak-Regiment 155. Im Rahmen seiner Tätigkeit konnte er unterschiedliche Uniformen des Heeres und auch der Organisation Todt verwenden. Ende Juli 1943 hatte bereits der spätere Leiter der Abwehrstelle Arras, Erich Heidschuch, den Identitätswechsel angeordnet.
Nach dem Krieg tauchte er mit seiner wahren Identität bis August 1946 unter, wurde dann nach der Enttarnung 1947 nach London gebracht.

### Beruflicher Werdegang
1950 wurde Wachtel, er war SPD-Mitglied, durch den Hamburger Senat mit dem Aufbau des Hamburger Flughafens Fuhlsbüttel beauftragt, der bis dahin nur aus zwei provisorischen Start- und Landebahnen bestand. Von 1951 bis 1960 war er Direktor des Flughafens. Nach zehn Jahren Tätigkeit als Direktor war der Hamburger Flughafen unter Wachtels Führung nach Frankfurt zum zweitgrößten in der Bundesrepublik geworden.

### Familie
Wachtel war verheiratet (1947) mit der Belgierin Isabella (Lisette) De Goy. Beide hatten zusammen einen Sohn. Er ruht auf dem Friedhof Ohlsdorf in der Nähe von Kapelle 1.